# (6043) Aurochs
(6043) Aurochs est un astéroïde de la ceinture principale.

## Description
(6043) Aurochs est un astéroïde de la ceinture principale. Il fut découvert par Satoru Ōtomo le 9 septembre 1991 à Kiyosato. Il présente une orbite caractérisée par un demi-grand axe de 2,36 UA, une excentricité de 0,142 et une inclinaison de 6,88° par rapport à l'écliptique.
Il fut nommé en hommage à l'aurochs, Bos primigenius, animal disparu, connu pour être l'ancêtre sauvage des bovidés d'Europe.

## Compléments